# Nicrophorus marginatus
Loài bị Gistel xác định nhằm năm 1857 có tên là Nicrophorus marginatus, nhưng sau đó hiệu đính lại, xem Nicrophorus tomentosus
Nicrophorus marginatus là một loài bọ cánh cứng trong họ Silphidae được miêu tả bởi Fabricius năm 1801.